# Lev Mantula
Lev Mantula (Szarajevó, 1928. december 8. – Zürich, Svájc, 2008. december 1.) horvát labdarúgó-középpályás, edző.
A jugoszláv válogatott tagjaként részt vett az 1954-es labdarúgó-világbajnokságon.
Később Svájcban edzősködött.